# Lijst van nummer 1-hits in de Nederlandse Top 40 in 1966
Deze hits stonden in 1966 op nummer 1 in de Nederlandse Top 40.
| Nummer | Datum        | Artiest                       | Titel                            |
| ------ | ------------ | ----------------------------- | -------------------------------- |
| 11     | 1 januari    | The Beatles                   | We can work it out / Day tripper |
|        | 8 januari    | The Beatles                   | We can work it out / Day tripper |
|        | 15 januari   | The Beatles                   | We can work it out / Day tripper |
|        | 22 januari   | The Beatles                   | We can work it out / Day tripper |
|        | 29 januari   | The Beatles                   | We can work it out / Day tripper |
|        | 5 februari   | The Beatles                   | We can work it out / Day tripper |
| 12     | 12 februari  | The Beatles / The Overlanders | Michelle                         |
|        | 19 februari  | The Beatles / The Overlanders | Michelle                         |
|        | 26 februari  | The Beatles / The Overlanders | Michelle                         |
|        | 5 maart      | The Beatles / The Overlanders | Michelle                         |
|        | 12 maart     | The Beatles / The Overlanders | Michelle                         |
| 13     | 19 maart     | Nancy Sinatra                 | These boots are made for walkin' |
|        | 26 maart     | Nancy Sinatra                 | These boots are made for walkin' |
|        | 2 april      | Nancy Sinatra                 | These boots are made for walkin' |
|        | 9 april      | Nancy Sinatra                 | These boots are made for walkin' |
|        | 16 april     | Nancy Sinatra                 | These boots are made for walkin' |
| 14     | 23 april     | The Kinks                     | Dedicated follower of fashion    |
|        | 30 april     | The Kinks                     | Dedicated follower of fashion    |
|        | 7 mei        | The Kinks                     | Dedicated follower of fashion    |
| 15     | 14 mei       | The Beach Boys                | Sloop John B                     |
|        | 21 mei       | The Beach Boys                | Sloop John B                     |
|        | 28 mei       | The Beach Boys                | Sloop John B                     |
|        | 4 juni       | The Beach Boys                | Sloop John B                     |
| 16     | 11 juni      | The Rolling Stones            | Paint it, black                  |
|        | 18 juni      | The Rolling Stones            | Paint it, black                  |
|        | 25 juni      | The Rolling Stones            | Paint it, black                  |
| 17     | 2 juli       | The Beatles                   | Paperback writer                 |
|        | 9 juli       | The Beatles                   | Paperback writer                 |
| 18     | 16 juli      | The Kinks                     | Sunny afternoon                  |
|        | 23 juli      | The Kinks                     | Sunny afternoon                  |
|        | 30 juli      | The Kinks                     | Sunny afternoon                  |
|        | 6 augustus   | The Kinks                     | Sunny afternoon                  |
| 19     | 13 augustus  | Karin Kent                    | Dans je de hele nacht met mij?   |
| 20     | 20 augustus  | The Troggs                    | With a girl like you             |
| 21     | 27 augustus  | The Beatles                   | Yellow submarine / Eleanor Rigby |
|        | 3 september  | The Beatles                   | Yellow submarine / Eleanor Rigby |
|        | 10 september | The Beatles                   | Yellow submarine / Eleanor Rigby |
|        | 17 september | The Beatles                   | Yellow submarine / Eleanor Rigby |
|        | 24 september | The Beatles                   | Yellow submarine / Eleanor Rigby |
|        | 1 oktober    | The Beatles                   | Yellow submarine / Eleanor Rigby |
| 22     | 8 oktober    | Sonny & Cher                  | Little man                       |
|        | 15 oktober   | Sonny & Cher                  | Little man                       |
|        | 22 oktober   | Sonny & Cher                  | Little man                       |
|        | 29 oktober   | Sonny & Cher                  | Little man                       |
|        | 5 november   | Sonny & Cher                  | Little man                       |
|        | 12 november  | Sonny & Cher                  | Little man                       |
| 23     | 19 november  | Herman's Hermits              | No milk today                    |
|        | 26 november  | Herman's Hermits              | No milk today                    |
|        | 3 december   | Herman's Hermits              | No milk today                    |
|        | 10 december  | Herman's Hermits              | No milk today                    |
|        | 17 december  | Herman's Hermits              | No milk today                    |
| 24     | 24 december  | The Easybeats / The Dukes     | Friday on my mind                |
|        | 31 december  | The Easybeats / The Dukes     | Friday on my mind                |